# Режими різання
Режи́ми рі́зання — сукупність значень швидкості різання, подачі чи швидкості руху подачі та глибини різання. Від режимів різання залежить час обробки, якість обробленої поверхні, стійкість інструменту, необхідна потужність.
Режими вираховуються за формулами. Виробники інструменту надають рекомендаційні режими.

## Визначення режимів різання

### Глибина різання
Глибина різання — відстань між поверхнею, що підлягає обробленню та обробленою поверхнею, що вимірюється перпендикулярно до останньої. Глибина різання позначається t та виміряється в мм. Глибину різання вибирають виходячи з необхідності обробки. Тому якщо дозволяє потужність верстата та жорсткість системи верстат-пристрій-інструмент-деталь, припуск на чорнову обробку варто обробляти за один прохід.

### Швидкість різання
Величина переміщення різальної кромки в одиницю часу відносно оброблюваної поверхні називається швидкістю різання. Швидкість різання позначається літерою V та вимірюється в м/хв або в м/с (при шліфуванні). Швидкість різання вибирається по відповідним таблицям режимів різання в залежності від глибини різання, подачі, матеріалу обробки та матеріалу різальної кромки.
Швидкість різання при обертовому русі

де D — діаметр обробки/інструменту (для фрезерування, свердління), мм; n — число обертів, хв−1;
Швидкість різання при поступальному русі

де l — довжина ходу, мм; tx — час одного ходу, хв

### Частота обертання
Частота обертання — це величина яка показує скільки повних обертів зробив шпиндель за одиницю часу. Як правило кількість обертів визначається за хв, тому позначається об/хв або хв−1. Величину вираховують виходячи з швидкості різання, за формулою:

де, V — швидкість різання, м/хв; D — діаметр обробки або інструменту, мм;

### Подача
Величина переміщення інструменту відносно оброблюваної деталі або цієї деталі відносно інструменту в напрямку руху подачі за певний проміжок часу, за один оберт деталі або інструменту, за один робочий хід інструменту називається подачею.
Є два типи подач, робоча та пришвидшена. На робочі подачі відбувається процес різання, на пришвидшеній всі не робочі переміщення, переходи на початкові точки.

#### Подача на оберт
Подача на оберт це таблична величина яка вибирається з рекомендацій до інструменту. Позначається літерою f, та вимірюється у мм.

#### Хвилинна подача
Хвилинна подача — це подача яка відбувається протягом хвилини.

де n — кількість обертів за хв; f — подача, мм.

#### Подача на зуб
Подача на зуб це подача на один зубець різального інструменту, як правило використовується у фрезеруванні.

де, z — кількість зубів, шт; f — подача, мм;

## Рекомендації
- Чим більший виліт інструменту, тим менша повинна бути швидкість різання, інакше є ризик збільшення вібрації, що призведе до погіршення якості обробленої поверхні.
- Для того, щоб збільшити зносостійкість інструменту, необхідно зменшити параметри режимів різання.
- Режими різання варто коректувати перед початком обробки.